# Robert Kiffer
Pour les articles homonymes, voir Kiffer (homonymie).
Robert Kiffer (1913-1974) fut un agent secret français pendant la Seconde Guerre mondiale. Agent double, il travailla pour la résistance (réseau de renseignements franco-polonais INTERALLIÉ et réseau action britannique Jean-Marie-DONKEYMAN) et pour l’Abwehr, le service de contre-espionnage de l’armée allemande. Condamné à mort après la guerre, il fut amnistié.

## Biographie

### Premières années
1913. Robert Kiffer naît le 30 août à Moncel-sur-Seille (Meurthe-et-Moselle)
Il est diplômé des Arts et Métiers.
1934. Après une formation à l’École de pilotage d’Ambérieux il est affecté à la 33e escadre aérienne, à Nancy.
1937. De retour à la vie civile, il est ingénieur aux Tuileries Mécaniques de Champignolles (Côte-d'Or)
1938. En mars, il est rappelé sous les drapeaux.

### Seconde Guerre mondiale

#### 1940
- Mai-Juin. Lors de l'offensive allemande, il combat dans les Ardennes au sein du groupe d'observateurs aériens 2/520. Il se replie sur Perpignan.
- Septembre. Le 6, le sergent-chef Robert Kiffer est démobilisé au centre de Thuir, près de Perpignan. Il regagne Moncel-sur-Seille.
- Décembre. Voulant rejoindre l’Angleterre par l’Afrique du Nord, il traverse clandestinement la ligne de démarcation (à pied, à Cormery) et se rend à Marseille. Il se fait embaucher au port, pour profiter d’un bateau qui partirait pour l’Algérie (sans succès, car le port est étroitement surveillé par la commission d’armistice).

#### 1941
- Janvier. Il est recruté dans le réseau de renseignements INTERALLIÉ par Gaston Lurton « Jean », rencontré dans un train. Il est présenté au chef de réseau Roman Czerniawski « Armand ».
- Avril. Quelqu’un lui signale qu’il est recherché pour des propos résistants tenus en public. Il tente de passer en Espagne. Arrêté à Figueras, il est détenu quelque temps à Miranda puis renvoyé en France, où il est condamné à un mois de prison par le tribunal correctionnel de Céret pour avoir tenté de passer en Espagne.
- Juin. Après le mois de prison, il est libéré. Armand le désigne comme responsable régional d’INTERALLIÉ pour la Normandie (Manche et Calvados), avec le pseudo « Désiré ».
- Novembre. Le 3, sur trahison d’Émile Lemeur[1], Kiffer est arrêté à la gare de Cherbourg, à la descente du train Paris-Cherbourg. L’agent de l’Abwehr Hugo Bleicher, qui vient d’engager le démantèlement d’INTERALLIÉ l’interroge, puis le transfère à la prison du Cherche-midi et finit par le retourner et l’utiliser pour atteindre le chef de réseau, Roman Czerniawski « Armand », ce qui se produit le 17, villa Léandre à Paris.

#### 1942
- Février. Kiffer est libéré de prison. Il travaille désormais pour Hugo Bleicher.
- Avril-juin. Il mène des missions d’enquête à Jersey et à Guernesey sur la disparition de plans de DCA.
- Juillet. À Marseille, avec Claude Jouffret, il cherche à infiltrer un réseau polonais. Jouffret est arrêté. Recherché, Kiffer remonte à Paris.

#### 1943
- Avril. Avec Hugo Bleicher et le VM[2] Léo Marnac, à Saint-Jorioz, il participe à l’arrestation des agents du SOE Peter Churchill « Raoul » et Odette Sansom « Lise ».
- Mai. Hugo Bleicher « Jean » lui présente l’un de ses VM, Roger Bardet, qui le fait entrer dans le réseau Jean-Marie-DONKEYMAN en lui faisant rencontrer Henri Frager, le chef du réseau : il devient adjoint de Roger Bardet. Avec Robert Goubeau « Bob » et l’abbé Robert Alesch, il crée le faux réseau LYSIANA, formé d’authentiques résistants, qui organisent des parachutages d’armes venant d’Angleterre mais ignorent que les armes livrées tombent entre les mains ennemies.
- Octobre. Roger Bardet et Robert Kiffer livrent deux hommes du réseau Jean-Marie (Henri Dobert et René Capron)[3] aux Allemands. Le groupe Kiffer de Normandie est arrêté.
- Novembre. Robert Kiffer participe aux opérations qui aboutissent à l’arrestation de « Bastien »

#### 1944
- Mai. Le 7, sur ordre d’Henri Frager, il exécute Marcel Lebel, dont l’activité suspecte a été découverte.
- Juin. Après le débarquement, Henri Frager, Roger Bardet et Robert Kiffer gagnent l’Yonne, où ils poursuivent l’activité du réseau Jean-Marie au profit des maquis.
- Août. Hugo Bleicher arrête Henri Frager. Robert Kiffer retourne en Normandie, où il forme, avec les rescapés des réseaux qu’il a trahis, un nouveau groupe, Michel de Normandie, qui participe aux combats de la Libération. Le 26, il part en Angleterre et le 28, il est interrogé à Patriotic School.

### Après guerre
- 1944 (suite). Début du mois d’octobre, il est rendu aux autorités françaises. Fin du mois, il est arrêté sur dénonciation du VM Bernard Fallot. Il est relâché.
- 1945. Le 13 juin, il est de nouveau arrêté par la DST chez sa maîtresse Paule Béliart.
- 1947. Le 27 octobre, il épouse Paule Béliart à Fresnes[4].
- 1948. Il est remis en liberté provisoire.
- 1949. En décembre, il est l’un des cinq prévenus comparaissant devant la cour de justice de la Seine[5]. Il est condamné à mort, en même temps que son camarade Roger Bardet.
- 1950. Vincent Auriol, président de la République, commue sa peine en travaux forcés à perpétuité.
- 1953. Il est amnistié, par application de la loi du 6 août.
- 1971. Il divorce.
- 1974. Le 22 septembre, il meurt à Senlis.

## Identités
- État civil : Robert Jean Lucien Kiffer
- Pseudos :
  - Pour le réseau INTERALLIÉ : Désiré
  - Pour l’Abwehr : Kiki ; agent F 7172 ; laissez-passer (Dienststelle Ausweis) établi au nom de René Laplan, né le 29 avril 1913 à Nancy.
  - Pour le réseau Jean-Marie-DONKEYMAN : Raoul, Michel ;
  - Autres : René, André Berger, Edmond Clisse, Édouard Valentin, Robert Heuzy, John Sharp.

## Famille
- Son père : Auguste Lucien, 47 ans à la naissance de Robert, propriétaire
- Sa mère : Lucie Gribling, 30 ans à la naissance de Robert, institutrice
- Sa femme : Paule Eugénie Berthe Béliart ; mariage (1947-1971)

## Sources
- Patrice Miannay, Dictionnaire des agents doubles dans la résistance, collection Documents, Le Cherche-Midi, 2005.
- Jean Medrala, Les Réseaux de renseignements franco-polonais 1940-1944. Réseau F, Marine, Famille-Interallié, Réseau F2, Étoile, PSW-Afrique, Enigma-équipe300, Suisse3, L’Harmattan, 2005  (ISBN 2-7475-8157-8 et 978-2-7475-8157-8).
- Gérard Fournier et André Heintz, Opération "Aquatint", 12-13 septembre 1942, le raid d’un commando britannique à Saint-Laurent-sur-Mer, coll. « Des Souvenirs et des Hommes », OREP Éditions, 2005 ;  (ISBN 2-912925-64-9)